# Anton Diel
Anton Diel (* 25. Januar 1898 in Horressen bei Montabaur; † 6. April 1959 ebenda) war ein deutscher Politiker (SPD).

## Leben und Beruf
Nach der Volksschule absolvierte Diel, der römisch-katholischen Glaubens war, eine Lehre im Bauhandwerk. Im Ersten Weltkrieg diente er als Soldat. Von 1919 an war er als Elektrohandwerker in Köln und Koblenz tätig. Seit Juli 1948 war er bei der Arbeitsverwaltung beschäftigt.

## Politisches Wirken
Diel trat 1926 der SPD bei und wurde 1933 aus politischen Gründen verhaftet. Nach dem Zweiten Weltkrieg war er Vorsitzender des SPD-Unterbezirks für den Regierungsbezirk Montabaur. Ab 1948 war Diel Mitglied des Kreistages und des Kreisausschusses im Unterwesterwaldkreis. Dem Deutschen Bundestag gehörte er seit der ersten Bundestagswahl 1949 bis zu seinem Tode an. Er zog stets über die rheinland-pfälzische Landesliste der SPD ins Parlament ein.
In der Gewerkschaft ÖTV war er Vorsitzender für den Regierungsbezirk Montabaur. Er war Mitglied des Kreissparkassenvorstandes der Kreissparkasse für den Unterwesterwaldkreis.
Von 1945 bis 1948 war Diel Bürgermeister von Horressen.